# Eric Alexander (calciatore)
Eric Alexander (Pittsburgh, 14 aprile 1988) è un ex calciatore statunitense, di ruolo centrocampista.

## Palmarès

### Club

#### Competizioni nazionali
- MLS Supporters' Shield: 1

New York Red Bulls: 2013